# Jamesonia glaberrima
Jamesonia glaberrima är en kantbräkenväxtart som först beskrevs av William Ralph Maxon, och fick sitt nu gällande namn av Maarten J.M. Christenhusz. Jamesonia glaberrima ingår i släktet Jamesonia och familjen Pteridaceae. Inga underarter finns listade.